# マイケル・ド・ラ・ポール (第3代サフォーク伯)
第3代サフォーク伯マイケル・ド・ラ・ポール（英語: Michael de la Pole, 3rd Earl of Suffolk、1394年 - 1415年10月25日）は、イングランドの貴族、第2代サフォーク伯マイケル・ド・ラ・ポールとキャサリン・ド・スタッフォードの間に生まれた男子であった。

## 生涯
1415年に、20人の重騎兵 (man-at-arms) と、60人の弓兵をとともに、父に従ってフランスに渡ったが、父はアルフルール包囲戦で戦死した。このためマイケルは父の爵位を継承したが、それを長く保持することはないまま7週間後のアジャンクールの戦いで自らも戦死してしまった。これはこの戦いにおける数少ないイングランド方の重要な戦死者のひとりであった。マイケルは1403年11月より前の時点で初代ノーフォーク公トマス・モウブレーの娘エリザベス（Elizabeth Mowbray）と結婚していたが、息子はおらず、娘2人が残された。
- キャサリン・ド・ラ・ポール（Catherine de la Pole、1410年5月6日 - ?） - ブルイスヤード（英語版）で尼僧となった
- エリザベス・ド・ラ・ポール（Elizabeth de la Pole、1411年7月22日 – 1422年以前）

マイケルの爵位は、弟であるウィリアム・ド・ラ・ポールが継承した。マイケルの亡骸は、彼が聖職推挙権を保有していたサフォーク州のバトリー・プライオリーに葬られたとも、オックスフォードシャー州ユーウェルムのセント・メアリ・ザ・ヴァージン教会（The Church of St. Mary the Virgin）に葬られたとも伝えられている。